# 인천부흥초등학교
인천부흥초등학교는 대한민국 인천광역시 부평구 부평동에 있는 공립 초등학교로 1964년에 개교하였다.

## 학교 연혁
- 1963년 12월 30일 인천부흥초등학교 설립 인가
- 1964년 3월 13일 개교(10학급)
- 1964년 3월 20일 초대 김철수 교장 부임
- 1968년 2월 12일 제1회 졸업식(졸업생 243명)
- 2011년 3월 2일 제17대 전병태 교장 부임
- 2014년 9월 1일 제18대 윤영란 교장 부임
- 2017년 2월 10일 제50회 졸업식 - 139명 전원 진학 (총 졸업생 : 19,235명)
- 2017년 3월 1일 37학급 편성(특수학급 2학급 포함)
- 2017년 3월 2일 벨트형 다문화 중심학교 운영
- 2018년 3월 5일 입학식ㆍ시업식 (일반 35.특수2, 총 37학급)
- 2019년 9월 1일 제20대 정영랑 교장 취임
- 2023년 3월 1일 제21대 양인영 교장 취임
- 2024년 2월 28일 본관 실과실, 통합교과실 구축 및 체육관 환경개선
- 2024년 3월 13일 개교 60주년
- 2025년 1월 7일 제58회 졸업식 - 168명 전원 진학 (총 졸업생 : 20371명)

## 참고 자료
- 인천부흥초등학교 - 한국교육학술정보원 학교알리미